# 艾涅 (上加龙省)
艾涅（法語：Aignes，法語發音：[ɛɲ]）是法国上加龙省的一个市镇，属于米雷区。

## 地理
艾涅（43°19'13"N, 1°35'19"E）面积21.81 平方千米，位于法国奧克西塔尼大區上加龙省，该省份为法国西南部内陆省份，西南端与西班牙接壤，自此顺时针与上比利牛斯省、热尔省、塔恩-加龙省、塔恩省、奥德省和阿列日省接壤。
与艾涅接壤的市镇（或旧市镇、城区）包括：圣莱昂、卡尔蒙、桑特加贝勒、莫韦桑、蒙雅尔、纳尤。

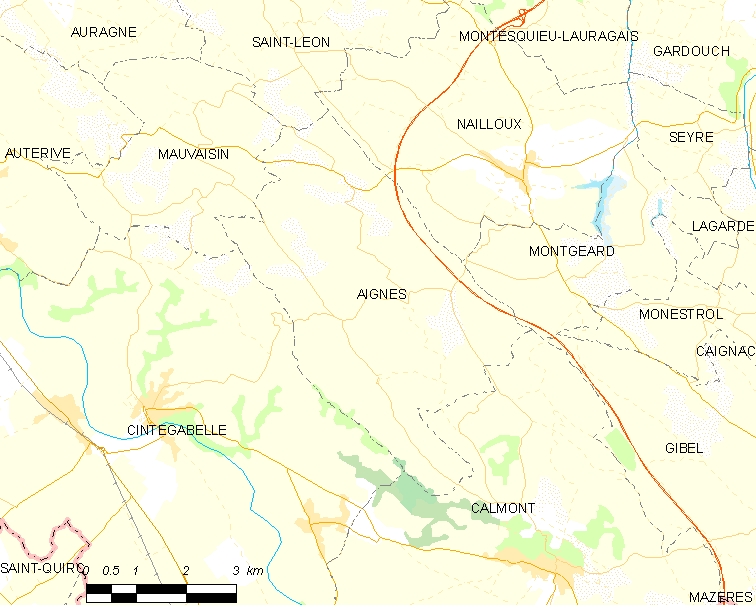
的OSM定位图

艾涅的时区为UTC+01:00、UTC+02:00（夏令时）。

## 行政
艾涅的邮政编码为31550，INSEE市镇编码为31002。

## 政治
艾涅所属的省级选区为埃斯卡尔康斯县。

## 人口

1962-2008年间人口变化图示

艾涅于2022年1月1日时的人口数量为240人。